# 桑加蒙縣 (伊利諾伊州)
桑加蒙縣（英語：Sangamon County）是美国伊利诺伊州中部的一個郡，面積2,271平方公里。根據2020年美國人口普查，共有人口19萬6,343人。縣治斯普林菲爾德（Springfield）也是州的首府。該縣成立於1821年1月30日，縣名來自流經本縣的桑加蒙河（源於波多沃米語的Sain-guee-mon，意思是「糧食豐富的地方」）。